# 巴黎十七区

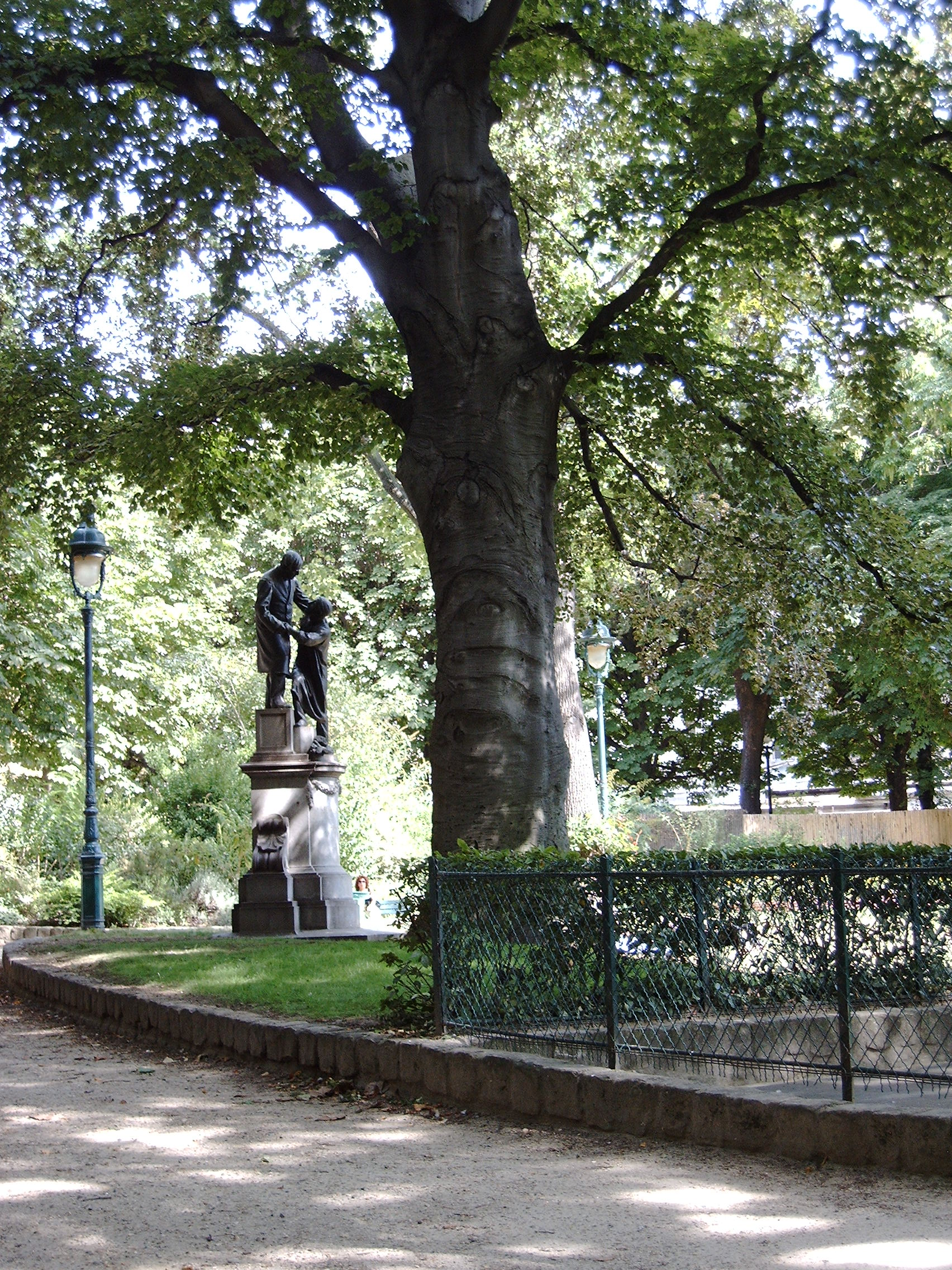
埃皮內特廣場內的埃德梅-讓·勒克萊爾雕像

巴黎十七区是法国首都巴黎市的20个区之一。该区面积5.669km²，人口168,454人（2009年）。该区位于塞纳河右岸，拥有3个活跃的区域：北部克利希广场周围工人阶级居住区是皮加勒區红灯区的延伸；南部特纳大街（Ternes）周围的上流社会区，那里有彭赛列市场（Marché Poncelet），较多奥斯曼风格。插入两者之间的是昔日的巴蒂諾爾（Batignolles）村。
该区的人口峰值出现于1954年，有231,987人。今天，该区的人口和商业活动仍很密集，1999年有160,860位居民，和92,267个工作岗位。人口密度为每平方公里28,277人。

## 名胜

### 主要街道和广场
- 克利希广场和克利希大街
- 岱納大街（Avenue des Ternes）